# Invasive Species Compendium
Invasive Species Compendium (ISC) — научный справочник, интернет-ресурс с открытым доступом, по инвазивным видам растений и животных.
Проект создан и поддерживается  CAB International в партнёрстве с международным Консорциумом, включающим государственные ведомства, неправительственные организации, частные компании и научных специалистов.
Ведущим партнёром Консорциумом является Министерство сельского хозяйства США, предоставившее материалы для создания справочника. 
Ресурс охватывает более чем 1500 видов, содержит более 7000 карточек с базовыми сведениями и 1500 подробных описаний. Дополнительно предоставляется доступ к более чем 800 полнотекстовым статьям (в формате pdf) и 65 000 аннотаций. Ресурс построен на технической платформе, которая позволяет экспертам еженедельно обновлять информацию об учитываемых видах и сопутствующие библиографические данные.
Компендиум состоит из предоставленных специалистами подробных описаний видов, публикуемая информация прошла научное рецензирование сотрудниками CABI и экспертную оценку, дополнена сведениями специализированных организаций, а также изображениями и картографическими материалами из библиографических источников.
Ресурс предназначен для исследователей, преподавателей и студентов, сотрудников и специалистов: по охране окружающей среды, надзорных карантинных ведомств, лесного хозяйства, сельского хозяйства, по защите растений, борьбы с сорняками и ветеринарии.
Предоставляет информацию об ареалах, условиях произрастания, образе жизни, экологии и угрозах, а также методах борьбы и способах ограничения распространения инвазивных растений и животных.